# Niklas Hedl
Niklas Hedl (ur. 17 marca 2001 w Wiedniu) – austriacki piłkarz występujący na pozycji bramkarza, w  klubie Rapid Wiedeń.

## Życie prywatne
jego ojciec Raimund jest byłym piłkarzem klubów Rapid Wiedeń, LASK Linz oraz SV Mattersburg. Obecnie pracuje jako trener bramkrazy w reprezentacji Austrii U-21. Piłkarzami są również jego dwaj młodsi bracia Tobias i Philip. Obaj są zawodnikami młodzieżowych drużyn Rapidu.